# Alex James
Alexander Wilson James (ur. 14 września 1901 w Mossend, zm. 1 czerwca 1953 w Londynie) – szkocki piłkarz.
Mierzący niecałe 160 centymetrów ofensywny pomocnik był jednym z kluczowych piłkarzy ekipy Arsenal F.C., która w latach 30. kilkakrotnie zdobywała mistrzostwo. W 1939 roku James przyjechał do Polski. Na zaproszenie PZPN-u przez 6 tygodni pomagał ówczesnemu selekcjonerowi Józefowi Kałuży prowadzić treningi. Spotkał się także z innymi polskimi trenerami, pokazując im nowoczesne metody treningowe.